# Erich Siebert
Erich Siebert (* 7. Mai 1910 in Bad Kreuznach; † 1947) war ein deutscher Ringer.

## Leben und Werdegang
Er begann mit 10 Jahren mit dem Ringen und wurde bereits mit 18 Jahren 1928 mit dem ASV Bad Kreuznach deutscher Mannschaftsmeister. Er trat bald darauf in die Polizei ein, wurde dort mehrere Male versetzt und rang so bei Darmstadt, Mainz (ASV Mainz 1888) und Litzmannstadt (dem von den Nazis umbenannten Łódź). Er rang sowohl im griechisch-römischen als auch im freien Stil. Bei seinem ersten internationalen Einsatz bei den Europameisterschaften 1934 in Rom besiegte er alle seine vier Gegner, darunter auch Edvīns Bietags, Lettland, hatte aber einen Fehlpunkt mehr als der durch ein Freilos begünstigte Bietags, so dass dieser, den damaligen unglücklichen Regeln entsprechend, Europameister wurde.
Siebert war Mitglied der SS. Gegen Kriegsende geriet er in sowjetische Kriegsgefangenschaft und starb 1947 in einem Lager.

## Internationale Erfolge
(OS = Olympische Spiele, EM = Europameisterschaft, gr = griechisch-römischer Stil, F = Freistil, HS = Halbschwergewicht, S = Schwergewicht)
- 1934, 2. Platz, EM in Rom, gr, HS, mit Siegen über Axel Cadier, Schweden, Väinö Kokkinen, Finnland, František Mráček, Tschechoslowakei, und Edvīns Bietags, Lettland;
- 1935, 7. Platz, EM in Brüssel, F, HS, mit Sieg über Ward, Großbritannien, und Niederlagen gegen Paul Dätwyler, Schweiz, und Fred Oberländer, Österreich;
- 1936, Bronzemedaille, OS in Berlin, F, HS, mit Siegen über M. Beke, Belgien, Eddie Scarf, Australien, Hubert Prokop, Tschechoslowakei, und einer Niederlage gegen August Neo, Estland.

## Erfolge bei deutschen Meisterschaften
- 1929, 3. Platz in Villingen, gr, HS, hinter Willi Müller, Kreuznach u. Anton Vogedes, Dortmund;
- 1934, 1. Platz in Nürnberg, gr, HS, vor Hans Hauenstein, Fürth u. Paul Böhmer, Reichenhall;
- 1936, 2. Platz in Berlin, gr, HS, hinter Werner Seelenbinder, Berlin und vor Karl Ehret, Ludwigshafen am Rhein;
- 1936, 1. Platz in Bad Reichenhall, F, HS vor Paul Böhmer und Karl Ehret;
- 1938, 3. Platz in Dessau, gr, S, hinter Fritz Müller und Willi Liebern, Dortmund;
- 1942, 2. Platz in Hohenlimburg, gr, S, hinter Kurt Hornfischer, Nürnberg;
- 1943, 1. Platz, gr, S, vor Jakob Feilhuber, Neuaubing.